# Залавський заказник
Зала́вський зака́зник — ботанічний заказник місцевого значення в Україні. Розташований у межах Сарненського району Рівненської області, на південь від села Залав'я. 
Площа 3062 га. Статус надано згідно з рішенням Рівненського облвиконкому від 01.07.1980 року № 246 (зі змінами згідно з рішенням Рівненського облвиконкому від 22.11.1983 року № 343). Перебуває у віданні ДП «Рокитнівський лісгосп» (Залавське л-во, кв. 23-25, 29-31, 34-37, 41-52, 54-56, 59, 62). 
Статус надано з метою збереження лісо-болотного природного комплексу. Зростають сосново-березові малопродуктивні насадження, на заболочених ділянках — журавлина болотна.